# II. Kurus perzsa király

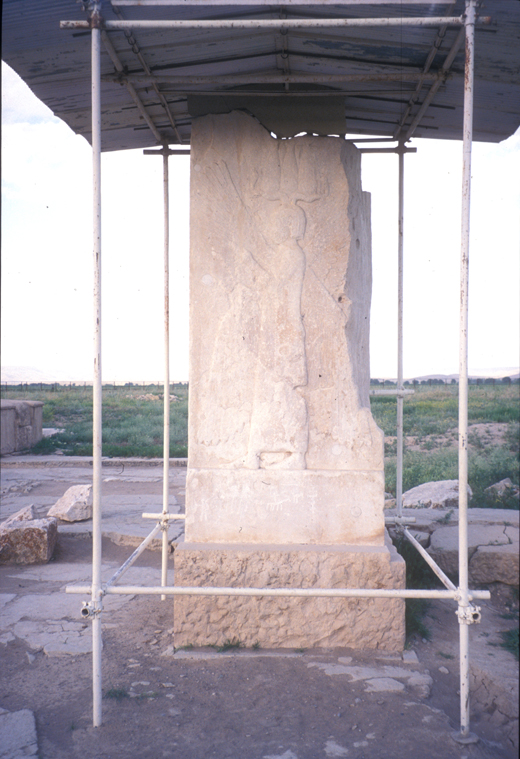
Kurus reliefje Paszargadaiban

II. (Nagy) Kurus (elterjedt görög alakban Kürosz, óperzsául Kūruš, 𐎤𐎽𐏁 ku-ru-ša, normalizált alakja Kuruš perzsául: کوروش بزرگ, Kuros-e bozorg, latinul: Cyrus), (i. e. 600 vagy i. e. 599 vagy i. e. 576 vagy i. e. 575 – i. e. 530.) perzsa király, az Akhaimenida-dinasztia korai tagja, az Óperzsa Birodalom alapítója. Elődje Kabúdzsija (I. Kambüszész) volt. Az ansani perzsa állam uraként meghódította a médeket, és egyesítette birodalmát a másik perzsa állammal. I. e. 559-től haláláig uralkodott a Perzsa Birodalom felett, amely folyton növekedett, végül magába foglalta Délnyugat-Ázsia és Közép-Ázsia jó részét: nyugaton Egyiptom határaitól és a Hellészpontosztól a keleten lévő Indus folyóig terjedt: ezzel addig sohasem látott méretű államalakulat jött létre.
Az országegyesítésen kívül Kurus történelmi szerepe az, hogy hazaengedte a zsidókat a babiloni fogságból, így maradandó örökséget hagyott rájuk, ezért a zsidók „az Úr felkentje”, vagy „Messiás” címmel is felruházták.
Kurust ma is elismerik a korai emberi jogok, a politika, a hadászat területén elért sikerei, valamint a keleti és a nyugati civilizációra gyakorolt rendkívüli hatása miatt. Persis területéről – amely ma Irán Fársz tartománya – származott, ezért a modern Irán nemzeti identitásában is komoly szerepet játszik.

## Etimológia
A több nyelvben is használt latin Cyrus szó a görög Kürosz szóból származik, ez pedig a perzsa Kurus névből ered. A különböző írásmódú neveit és jelentésüket különböző ókori feliratokon találták meg. Ktésziasz Knidiosz és Plutarkhosz a „Kürosz, a Nap” címet használta, és ebből azt a következtetést vonták le, hogy a név jelentése „Naphoz hasonló”. Az óperzsa nyelvben a Xur (Ḫur) – és nem kur – főnévnek valóban „Nap” a jelentése, de ilyen összetétel egyelőre más forrásból ismeretlen. Iránban Kurus nevét így használják: "کوروش بزرگ" (Kūrošé Bozorg) vagyis Nagy Kurus. A Bibliában Koresként (héberül: כורש) szerepel.

## A dinasztia története
A perzsa uralom és királyság az iráni fennsíkon kezdte meg térnyerését. A dinasztia neve a görögök által Akhaimenésznek nevezett Hakhámanis névből származik. I. Dárajavaus perzsa király uralkodói házának kilencedik tagjaként jegyezte fel a családfáját. A Hakhámanis-dinasztia alapítója a mai Irán délnyugati részéről, a Parszumas területéről származott. Hakhámanis fia, Csaispis uralkodása alatt Parsa tartomány elszakadt a Méd Birodalomtól, majd terjeszkedésbe kezdett, és elfoglalta az elámi Ansant. II. Kurus perszepoliszi feliratai Ansan királyaként említik. Fia, I. Kurus követte a trónon.

## Családja
Hérodotosz említést tesz egy legendáról, amely szerint Kurus arisztokrata család elhagyott gyermeke volt – mint Oidipusz, illetve Romulus és Remus, – majd király lett belőle. Ahogy a többi ókori birodalom uralkodója esetében is megfigyelhető, a nép körében még számos, egymástól eltérő legenda élt. Hérodotosz azt írja, hogy ő volt az unokája Istuviga méd királynak (nála Asztüagész), és alázatos embernek nevelték. Egy másik változat úgy írja le őt, mint a méd bíróságon dolgozó szegény ember fiát. Ezek a népi történetek azonban ellentmondanak Kurus saját vallomásának, ami szerint ő előbb uralkodott, mint az apja, a nagyapja és a dédapja.
Kurus szülei Kabúdzsija (I. Kambüszész) perzsa király és Istuviga méd király lánya, Médeai Mandané voltak. Miután Kurus megszületett, Istuvigának volt egy álma, hogy megbuktatója az unokája lesz. Emiatt megparancsolta Harpagosz parancsnoknak, hogy ölje meg a csecsemőt. Harpagosz erkölcsi aggályai miatt nem tudta megölni az újszülöttet, ezért szólt az amardi Mitradatésznak, a királyi rablónak, akit Damaszkuszi Miklós történetíró Atradatésznak hívott, és aki Szaszpirészben lakott, és megparancsolta neki, hogy hagyja meghalni a babát a hegyek között. Szerencsére a pásztor és felesége (akit Hérodotosz görögül Cynónak és médül Spaca-O-nak hívott) megsajnálta, és sajátjaként felnevelte a gyermeket. Megtévesztésként egy halott babát adtak át a médeknek.
II. Kurus felesége, Kasszandané, az Akhaimenida-házból származó Pharnaszpész lánya volt. Ebből a házasságból négy gyermek született: Kambúdzsija, Bardíja, Atossza és egy másik lány, akinek a nevét nem jegyezték fel az ókori források. Továbbá Kurusnak volt egy ötödik gyermeke Artüsztoné, Atossza nővére vagy féltestvére, aki viszont nem Kasszandané lánya volt. A feljegyzések szerint Kurus nagyon szerette Kasszandanét, aki viszontszerette őt. Nabú-naid krónikája szerint Kasszandané halálakor a nép nagy gyászba borult, különösen Babilonban, ahol hat napig siratták. Végül Paszargadaiban temették el. Vannak olyan források, amelyek szerint a királyné halála után Kurus újra megházasodott, ezúttal a méd királyi házból.

## Élete

### Fiatalkora
II. Kurus születési időpontját i. e. 600–599 vagy i. e. 576–575 körül jegyzik az ókori források. Fiatal koráról nagyon kevés információ maradt fenn.
Hérodotosz azt állítja, hogy amikor Kurus tízéves volt, már nyilvánvaló volt, hogy nem lehetett egy pásztor fia, mivel a fiú úgy viselkedett, mintha nemes volna. Istuviga észrevette, hogy hasonlóság van a fiú és őközte, ezért kérdőre vonta Harpagoszt, hogy magyarázza el mit csinált a babával. Miután az bevallotta, hogy nem ölte meg a fiút, Istuviga lenyakaztatta Harpagosz tizenhárom éves körüli fiát, feldaraboltatta, és a hús egyik részét megsüttette, másik részét megfőzette. Istuviga a megmenekült gyermekért hálaáldozatot kívánt bemutatni az isteneknek, s az ezért rendezett lakomára Harpagoszt is meghívatta. Istuviga magának és a többi vendégnek birkahússal megrakott asztalokat hozatott, de Harpagosznak a saját fiát tálalta fel. A fej, a lábak és a kezek kivételével minden testrészt feltálalt, ezeket viszont külön, egy befedett kosárban vitette szolgáival Harpagosz elé. Miután megkérdezte hogyan ízlett a lakoma, és Harpagosz azt felelte, nagyon ízlett, a szolgák megkérték, hogy emelje fel a kosárfedőt, s vegyen még tetszése szerint. Harpagosz engedett a felszólításnak, levette a fedelet és megpillantotta saját gyermeke maradványait, de nem árulta el, mit érzett belül. Amikor Istuviga megkérdezte tőle, tudja-e, miféle húsból evett, azt felelte, tudja, s amit a király cselekszik, az mindig helyes. Istuviga megengedte Kurusnak, hogy elhagyja nevelőszüleit és hazatérjen igazi szüleihez, Kabúdzsijához és Mandanéhoz.

### A perzsák egyesítése
A régebbi időkben Elám részét képező Ansan trónjára Kurus i. e. 559-ben került, ahol apját követte. A szomszédos Párszát (görögül Perszisz) ekkor az Akhaimenidák másik ága kormányozta – amelyikből a későbbi I. Dareiosz is származott –, de Kurus újraegyesítette a két trónt. Kurus uralkodása elején még a Méd Birodalom hűbérese volt. Ekkor az Újbabiloni Birodalom, a Lüd Birodalom és Egyiptom voltak még a kor nagyhatalmai. Mellettük csak Lükia és Kilikia tudta megőrizni önállóságát.

### A Méd Birodalom megdöntése
Az apa, Kabúdzsija és fia, Kurus lázadást szervezett a médek ellen i. e. 553-ban Kurus nagyapja, Istuviga politikája miatt. Damaszkuszi Miklós szerint a lázadást Kabúdzsija (I. Kambüszész) indította meg, 24 éves fia ez idő alatt nagyapjával volt Ekbatanában, a királyi palotában. Istuviga unokája, Kurus többszöri kérése ellenére sem engedte meg neki, hogy meglátogathassa apját Perzsiában, de végül Oebar katonai elöljáró közbenjárására a király engedélyezte az utat Kurus számára. Hérodotosz szerint, miután Kurus elutazott Perzsiába, Harpagosz perzsa főparancsnok egy nyúl gyomrában titkos üzenetet küldött Kabúdzsijának, amiben leírta Istuviga megbuktatásának tervét. A méd király nyilvánvalóan aggódott, amikor a következő dal sorait meghallotta: „a déli vadállatok, akik háborúba indulnak”. Ez Kurusra emlékeztette őt. Az udvari tanácsadók kezdeményezése nyomán háromszáz lovast küldött Kurus után, hogy élve vagy halva, de hozzák vissza a királyi palotába. A lovasok utol is érték az unokát, aki beleegyezett a visszatérésbe és este lakomát rendezett. Az éj leple alatt kiszökött a rendezvényről, Hirbába menekült, ahol Oebar volt a katonai elöljáró, ötezer perzsa gyalogossal. A hirbai csatában Kurus vezetésével a perzsák 250 méd lovast öltek meg, a megmaradt méd katonák pedig királyukhoz siettek, jelenteni a történteket. Ez a csata volt a négy közül az első győzelme a perzsáknak, míg a médeknek hosszú idő óta ez volt az első veresége.
A csatát követően Istuviga megindította csapatait a perzsa felkelés leverésére, ezalatt Kurus az északi szatrapiákat igyekezett meggyőzni, hogy álljanak a perzsák oldalára. Kurus egyidejűleg a méd határhoz rendelte csapatait, A tervezetthez képest azonban csak a sereg töredéke indult el, a perzsák viszont teljes létszámmal sorakoztak fel a határnál. A két fél tárgyalt egymással, de annak sikertelensége után megkezdődött a perzsa határ menti csata. A húszezres méd sereget (a király személyes testőrsége) Istuviga vezette, velük szemben a perzsák álltak fel három hadtesttel. A jobb oldalt Oebar, a bal oldalt Kabúdzsija, míg a középső hadtestet Kurus vezette. A perzsák hősiesen védekeztek, a médek közül sokakat megöltek. Annak ellenére, hogy a perzsák túlerőben voltak, visszavonultak egy közeli megerősített városba. Kurus és Oebar azt javasolta, hogy a nőket és a gyermekeket telepítsék át Paszargadaiba. Másnap a közelgő médekre rárontott a városból a perzsa hadsereg, csak Kabúdzsija és az öregek maradtak az üres városban. Míg Oebar és Kurus a csatamezőn harcolt, a méd király tízezer katonát küldött a hátuk mögé, így visszavonulásra kényszerítette Kurust. Kabúdzsija perzsa király nem sokkal a csata után meghalt. Később a sírja mellé temették apósát (más feltételezések szerint fia, Kurus apósát), Istuviga méd királyt.
A perzsa határ menti csata után Kurus és Oebar a Paszargadai mellett fekvő hegyekbe vonult vissza, ahol a Perzsiába vezető keskeny hágókban elbújtak. Oebar tízezer nehézgyalogost rendelt a hágóba, hogy megállítsa a méd utánpótlást. Istuviga úgy döntött, hogy keres egy másik folyosót, ahol át tud kelni, de ezek mind veszélyesek, sziklásak voltak. Ekkor százezer méd katona meglepte Kurust és a civileket. A terepviszonyok a médeknek kedveztek. Eközben a méd sereg egy másik része erdőkön keresztül nyomult előre, és elérte a perzsa sereget. A paszargadai-hegyi csatában a Kurus és Oebar vezette tízezer fős perzsa hadsereg szállt szembe a tízszer nagyobb méd sereggel, amiből az ókori források szerint hatvanezer katonát meg is öltek.
A perzsák győzelme a Méd Birodalom hanyatlását jelentette. A felkelés teljes politikai felfordulást okozott, amiben a médek után a perzsák vették át a régióban a hatalmat. A perzsák ismerték a qanat-csatorna, azaz a vizet a föld alatt továbbító csatornák rendszerét, míg a médek nem. Ez nagy mezőgazdasági előnyt jelentett számukra. II. Kurus megkegyelmezett a korábbi méd uralkodónak: meghagyta az életét, és megígérte neki, hogy gondoskodni fog törvényes utódról. Ktésziasz Knidiosz és Xenophón szerint Kurus elvette Istuviga lányát. Ez azonban nem valószínű, mivel így a lány a felesége és a nagynénje lett volna egyben, bár ezek a házassági szokások az ókor több államában elfogadottak voltak. Más történetírók azt feltételezik, hogy Istuviga másodszor is megházasodott, és később ebből a kapcsolatból született lányát vette feleségül, míg Umati a volt király testvére lehetett. A korábbi főváros, Ekbatana megtartotta ezt a rangját.
Az új hatalom megváltoztatta a Közel-Kelet politikai viszonyait. A médek korábbi szövetségesei nem fogadták el az új királyt, illetve függetlenséget akartak, de a szomszédos államokkal is feszült volt a viszony. A lüd király, Kroiszosz (Istuviga sógora) megtámadta az új birodalmat, hogy bővítse a saját királyságát. Kurus a pteriai csatában megvédte a királyságot, majd a lüd főváros ellen vonult, és elfoglalta azt. Kroiszoszt elfogták és bíróság elé állították. Ezzel megszűnt Lüdia.

### A Lüd Birodalom meghódítása

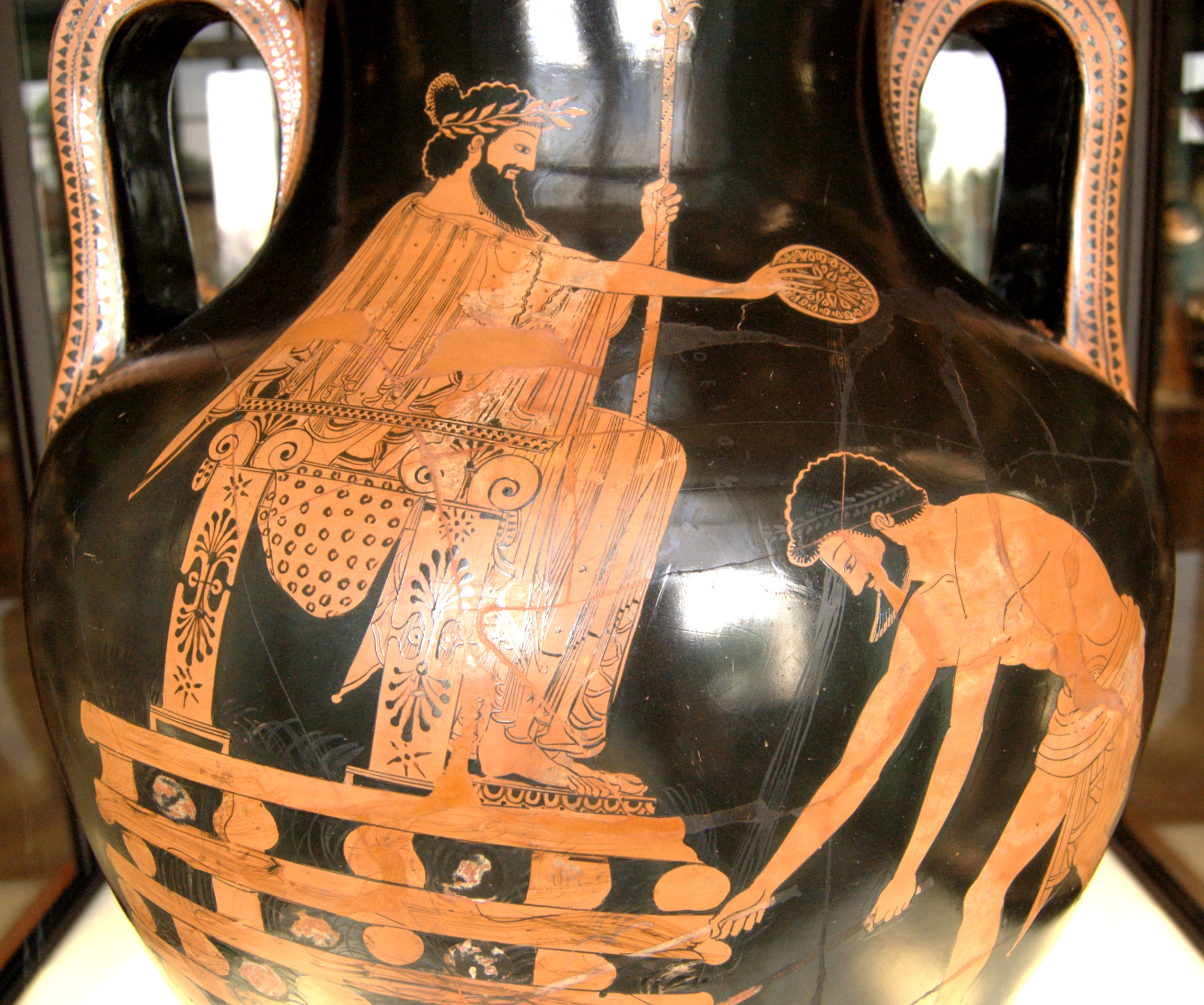
Kroiszosz a máglyán. Vörös alakos amfora.

A perzsa és a Lüd Birodalom határa ekkor a Halüsz folyónál volt. A Nabú-naid krónikája szerint Kroiszosz lüd király – miután Delphoiban megtudakolta a nevezetes jóslatot – i. e. 547-ben átlépte a határt, de a mai történészek nem tartják az időpontot biztosnak. A lüdök megtámadták a kappadókhiai Pteria városát, és a város lakóit rabszolgává tették. Eközben a perzsák felkérték az iónokat, akik Lüdia lakói voltak, hogy lázadjanak fel, de ők erre nem voltak hajlandók. A pteriai csata döntetlennel vagy Kroiszosz vereségével végződött, mindenesetre a lüd király másnap reggel Szardeiszbe vonult vissza erőt gyűjteni.
Kroiszosz kérelmeket küldött szövetségeseinek, hogy támogassák őt, de ezzel elkésett mert Kurus ostrom alá vette a lüd fővárost, ami i. e. 547-ben vagy i. e. 546-ban elesett, és Lüdia is az Óperzsa Birodalom része lett. Ebben az évben Kurus felvette a Perzsia királya címet. Röviddel ezelőtt a thümbrai csata során Harpagosz Kurusnak azt tanácsolta, hogy dromedárokat használjanak, mert a lüd lovak félnek tőlük, mivel nem láttak még ilyen állatot. A stratégia bevált.
Kroiszosz további élete bizonytalan. Nabú-naid krónikája szerint nem sokkal később megölték, Hérodotosz szerint élete végéig Kurus udvarában élt, mint a perzsa nagykirály tanácsadója. Egyes források szerint máglyán égették meg, mások szerint fogságba esett. Kurus ezután lüd kézművesek segítségével új fővárost épített magának Paszargadaiban.
Kroiszosz kincstárát a lüd Paktiaszra bízták, akinek át kellett volna vitetnie azt Perzsiába. Azonban Kurus távozása után Paktiasz zsoldosokat bérelt fel, akik Tabalusz lüd satrapa ellen lázadást szerveztek. Ezt meghallva Kurus Mazarész parancsnokot küldte a felkelés leverésére. Paktiasz a perzsa sereg érkezése előtt elmenekült Ióniába, ahol több zsoldosa is volt. A perzsák elfoglalták Magnesia és Priené városokat. A lázadás leverésének részleteit nem ismerjük, de valószínű, hogy Paktiaszt Perzsiában megkínozták és kivégezték.

Kurus birodalma

Mazarész folytatta a nyugat felé nyomulást, elfoglalta Kis-Ázsiát, de az ión hadjárat idején ismeretlen okból meghalt. Mazarészt Harpagosz váltotta, aki elfoglalta Lükiát, Föníciát és Kilíkiát. A hódítások befejeztével, i. e. 542-ben visszatért Perzsiába.

### Az Újbabiloni Birodalom meghódítása
Ezután dél felé folytatták a hódítások sorát. I. e. 540-ben Kurus elfoglalta Elámot és annak fővárosát, Szúzát. Nabú-naid krónikája szerint Nabú-naid a csata vagy csaták előtt elrendelte, hogy az összes kultikus szobrot a fővárosba, Babilonba kell szállítani, ami arra utal, hogy a konfliktus i. e. 540 telén kezdődött. II. Kurus i. e. 539 őszén Babilon ellen vonult, és szeptember végén vagy október elején Opisznál legyőzte a babiloni hadsereget. Október 10-én a perzsák ellenállás nélkül bevették Szippart.
Október 12-én Gau-buruva (görögül: Gobrüasz, akkádul: Ugbaru), Gutium helytartója ugyancsak ellenállás nélkül bevonult Babilonba. Kurus csapatai körbevették Marduk templomát, de nem zavarták meg az éppen folyó vallási szertartást. Ez idő alatt Nabú-naid elmenekült a városból a fővárosba, ahol abban az évben még nem járt. Kurus október 29-én vonult be Babilonba, egy héttel később Gau-buruva meghalt. A korábban Babilonba szállított kultikus szobrot hamarosan visszaszállították eredeti városukba. Ezzel az Újbabiloni Birodalom is az Óperzsa Birodalom része lett. Xenophón szerint Nabú-naidot Gau-buruva megölte. Berosszusz szerint a babiloni király ez idő tájt nem Babilonban, hanem Borszippában volt. Kurus meghagyta az életét, és megengedte neki, hogy ezután Karamaniban éljen. Abidenosz szerint a város régense lett a legyőzött király.
Babilon meghódítása után Kurus felvette a Babilon királya, Sumér és Akkád király, a világ négy sarkának királya címet. Ezt őrzik a Kurus-tekercs feliratai, amit Marduk isten tiszteletére helyeztek el Észagíla templomán. A tekercs elítéli Nabú-naidot, aki megszentségtelenítette a templomot, és Kurus az, aki Marduk isten számára kedves. A tekercs leírja, hogy Kurus javított az emberek életén, templomokat és szentélyeket újíttatott fel. Ezt a tekercset többen úgy írták le, mint az „első emberi jogi charta”, de valójában azt a mezopotámiai hagyományt tükrözi, ami szerint a királyok uralkodásuk kezdetén reformokat vezetnek be, és ez a tekercs ennek a nyilatkozata.
Kurus fiának adományozta az ország királya címet. Kurus felesége, Kasszandané i. e. 537. március 28-án, közvetlenül a babiloni újév előtt meghalt. A babiloni király parancsára április 5-től hétnapos gyászt tartottak, amin kötelező volt a részvétel.

### Közép-Ázsia elfoglalása
I. e. 538-ban Kurus kelet felé fordult és elfoglalta Baktriát, ezután Gandhara, Sogdiana és Hvárezm is a birodalom része lett. Végül elérte Szir-darja területét, ahol azonban a nomád lakosságot nem tudta legyőzni, ezért több várat is létrehozott, de tartós békét ez sem teremtett: a helyi törzsek sokszor felkeltek a perzsa uralkodók ellen.
Birodalma folyton növekedett, végül magába foglalta Délnyugat-Ázsia és Közép-Ázsia jó részét, nyugaton Egyiptom határaitól és a Hellészpontosztól keleten az Indus folyóig terjedt. Ezzel addig sohasem látott méretű állam jött létre.

## Halála

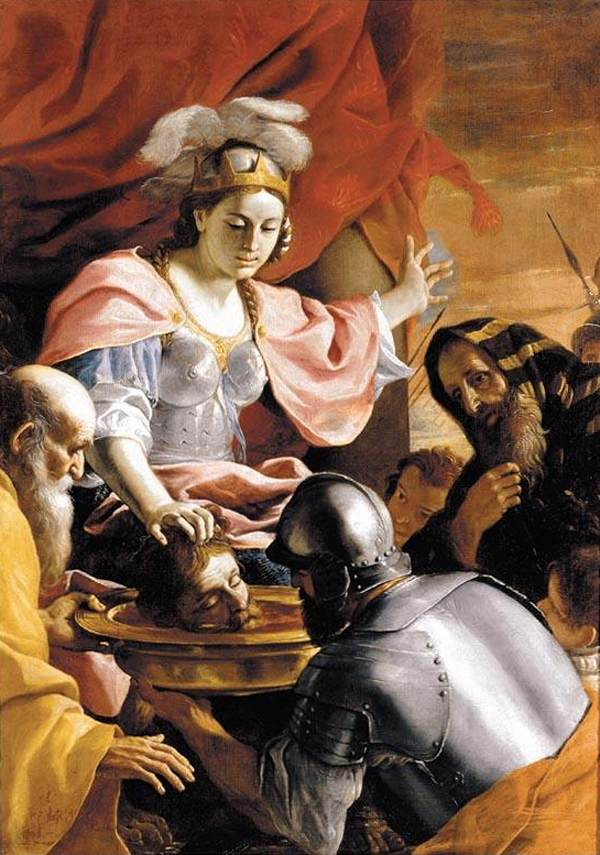
Mattia Preti: Tomürisz királynő fogadja Kurus fejét

Kurus halálának részleteit nem ismerjük pontosan. Hérodotosz Történelem című munkája a második legrészletesebb mű a király haláláról. A munka beszámol arról, hogy a masszagéták (azaz jászok) – sivatagi törzs Kizil-kum környékén, ma Kazahsztán és Üzbegisztán területe – ellen viselt háborút, mert Kroiszosz azt tanácsolta, hogy a saját területükön kell megtámadni őket. A masszagéták kapcsolatban álltak a szkítákkal, de saját életmódjuk, öltözékük volt, lóháton és gyalog harcoltak. Hogy II. Kurus megszerezhesse a területüket, házassági ajánlattal követeket küldött Tomüriszhez, a masszagéták uralkodónőjéhez, aki azonban visszautasította az ajánlatot. Ezután a perzsák behatoltak az ellenség területére, majd hídépítésbe és hadihajók építésébe kezdtek a Szir-darja folyó partján, ami addig elválasztotta a két felet. A támadókat nyílzápor fogadta, majd azután megütközött a két sereg, és Kurus a csatatéren elesett. Egy Borszippában talált tábla Kr. e. 530. augusztus 12-t még az ő uralkodásaként jelöli meg, egy másik, babiloni tábla augusztus 31-én már Kambüszészt nevezi uralkodónak. Tomürisz a holt király testét magához rendelte és lefejeztette, ami jelképes cselekedet volt. Néhány tudós megkérdőjelezi ezt, mert Hérodotosz is elbeszélés után jegyezte le.
Ktésziasz Knidiosz Persica című művében viszont azt írja, hogy Kurus halála akkor következett be, amikor a debikrész törzsből álló gyalogság fellázadt, és a Szir-darja folyónál a szkíták segítségével gyilkolták meg a perzsa uralkodót. Xenophón Cyropaedia című művében Kurus békében halt meg a fővárosban, míg Berosszusz szerint a dahák elleni háború során vesztette életét a Szir-darja folyónál.
Kurus volt az első király, akinek nevéhez hozzátették a „Nagy” jelentésű óperzsa Vazraka jelzőt (újperzsául Bozorg), amit aztán más Akhaimenida uralkodók is felvettek, mint I. Dárajavaus (I. Dareiosz) és I. Khsajársá (I. Xerxész).

### Temetése

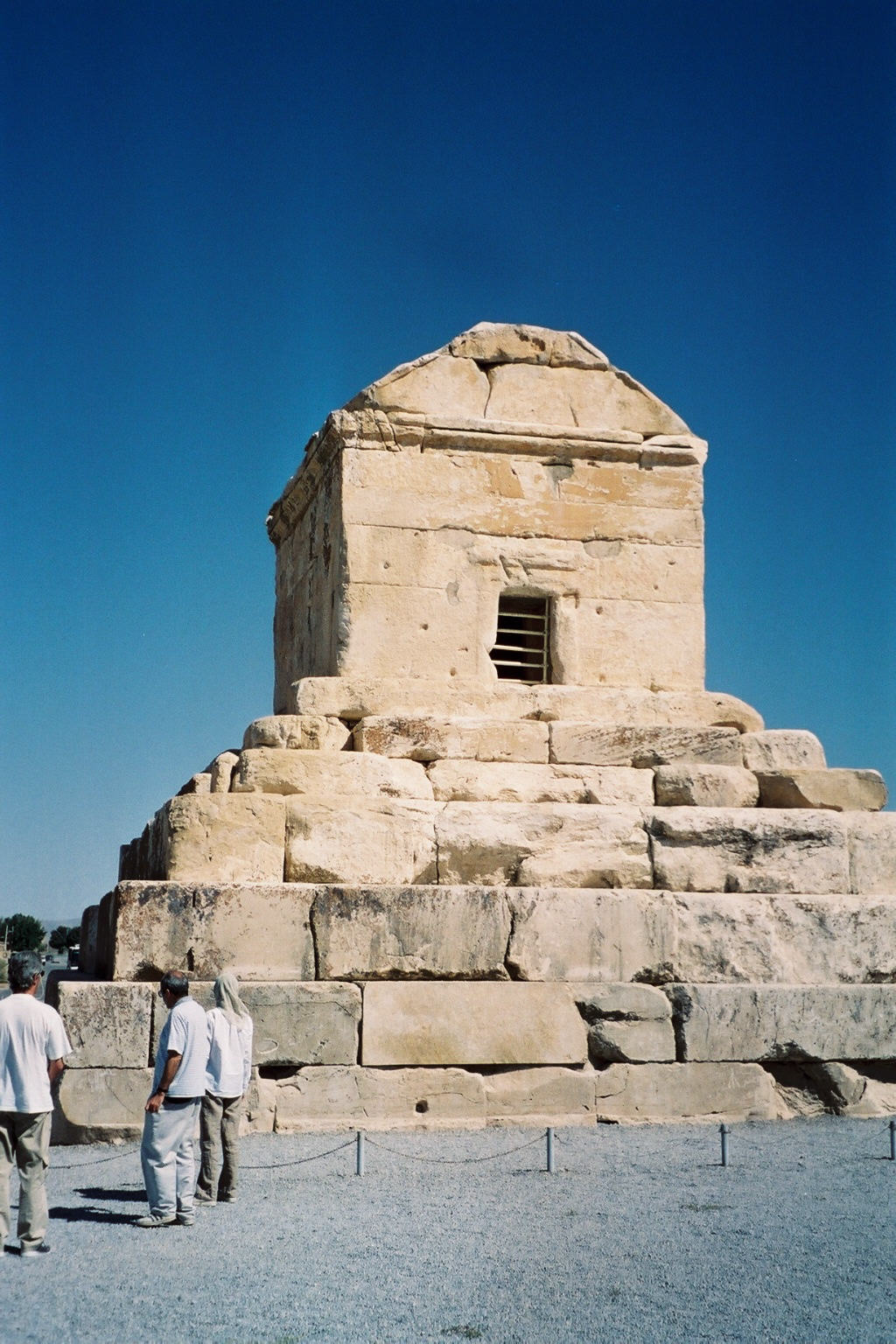
Kurus feltételezett sírja Paszargadaiban

II. Kurus maradványait Paszargadaiban helyezték végső nyugalomra. Ma egy i. e. 540–530 között épült mészkő síremléket tartanak a sírjának. Sztrabón és Lucius Flavius Arrianus Xenophon közel azonosan írják le a sírt Kassandreiai Arisztobülosz szemtanú elbeszélése alapján, aki Nagy Sándor kérésére látogatta meg kétszer a helyszínt. Bár a város romokban hevert, maga a temetkezési hely érintetlen maradt, és a sírt a természetes elhasználódásból helyreállították. Babiloni ékírásos felirat szerint Kurus i. e. 530 decemberében halt meg, és fia, Kambúdzsija lett a király. Plutarkhosz szerint ez szerepel a síron:

„Ó ember, bárki is vagy, bárhonnan is származol, én vagyok Kurus, aki megalapította a perzsák birodalmát. Ezért nem sajnál ez a darabka föld, amely magába fogadja csontjaimat.”

Ókori görög és római írások bemutatják a sír geometriai és esztétikai szépségét. A sír formája nem sokat változott az évek során, a tetején egy piramis formájú építménnyel, amelyen egy ablak található. Az épületben volt az asztalra helyezett aranykoporsó, amibe Kurus testét helyezték. A nyughelyet drapériákkal és faliszőnyegekkel borították, amelyek a legjobb babiloni anyagokból készültek. A szűk, téglalap alakú sír alatt egy vörös szőnyeg volt. A görög leírások szerint a paszargadai kertekben építették meg a síremléket, amit bokrok, fák, dísznövények vettek körül.
Évekkel később, Nagy Sándor perzsák elleni inváziója során kifosztották Kurus sírját. Mikor a makedón király a sírhoz ért, megdöbbent az állapotán, megkérdőjelezte a mágusok munkáját, sőt még bíróság elé is állította őket. Megparancsolta Arisztobülosznak, hogy javítsák ki a sírt. Az intézkedés azonban hiábavaló volt, mivel i. e. 330-ban Nagy Sándor felégettette és kirabolta Perszepoliszt.
Az épület kiállta az idők próbáját, a fosztogatásokat, birodalmak felemelkedését és bukását, valamint az itt zajló forradalmakat. Az utolsó kiemelkedő történelmi alkalom Mohammad Reza Pahlavi iráni sah beszéde volt 1971-ben, az iráni királyság 2500 éves fennállásának alkalmából.
Kurus sírja az iráni forradalmat, az azzal járó káoszt és vandalizmust is túlélte. Egyesek szerint az árvizek és a Szivandi-gát építése miatt veszélyben van, de ezt hivatalosan nem ismerik el. A város megtalálható az ENSZ világörökségi listáján, és a világszervezet jelezte is, hogy az építmény megóvása kiemelt fontosságú.

## Öröksége

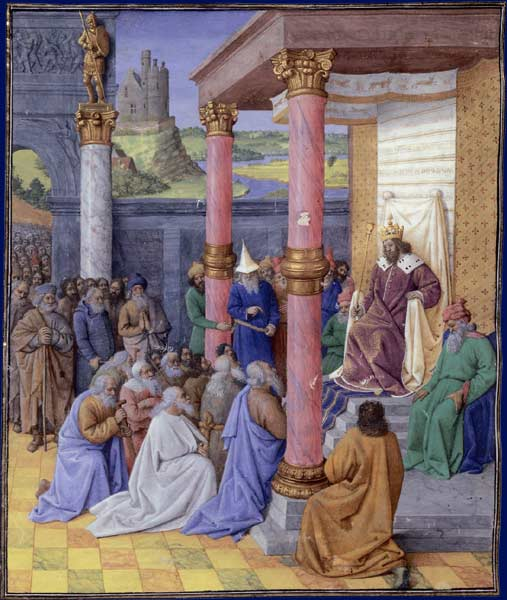
Kurus hazaengedi a zsidókat. Jean Fouquet festménye.

II. Kurus perzsa király Persis területéről – amely ma Irán Fársz tartománya – származott, ezért a modern Irán nemzeti identitásának meghatározásában is komoly szerepet játszik.
A babiloniak felszabadítóként tekintenek rá.
Kurus, miután meghódította Babilont, hazaengedte a zsidókat, emiatt a Tanakh messiásként tekint a perzsa királyra. A jeruzsálemi templom újjáépítésére i. e. 536-ban rendeletet adott ki. Kurus rendeletét halála után csak lassan, fokozatosan teljesítették. Mintegy 90 évvel Kurus halála után Nehémiás kieszközölte I. Artakhsaszjá királynál, hogy újjáépíthesse Jeruzsálemet. I. e. 445. március 14-én megkapta a rendeletet, és elindult hazájába. Ézsaiás és Ezsdrás elmondása alapján, akik visszatértek Babilonból, Isten, aki a mennyben van, Kurusnak adta a világ összes királyságát. Kurus különbözött a többi akkori államférfitól és katonától. Politikáját nem az elnyomásra, hanem a toleranciára helyezte. Támogatta a helyi vallásokat, ezzel csökkentette a különböző népek ellenállását.
Sokan úgy tartják, hogy Kurus még Nagy Sándornál is nagyobb történelmi személyiség volt, még Nagy Sándor is csodálta a perzsa királyt, fiatalkorában olvasta a Cyropaediát, melyben Xenophón Kurus katonai hősiességét és a politikai szerepét írta le. Amikor a makedón király Kurus sírjának leromlott állapotát látta, megparancsolta Arisztobülosznak, hogy állítsa helyre a sírt eredeti formájában.
Richard N. Frye amerikai tudós szerint Kurust olyan nagy legenda övezi a perzsák körében, mint Rómában Romulust és Remust, vagy a zsidók között Mózest.

### Vallás
Bár általános nézet, hogy a zoroasztrizmus tanai hatottak II. Kurusra, erre pontos bizonyítékok nincsenek. A perzsa király toleráns volt más vallásokkal, ezért néhány tudós úgy gondolja, hogy zoroasztriánus volt, míg mások nem így vélekednek, mert feljegyzések vannak arról, hogy tisztelte a babiloni isteneket Mardukot, Bélt és Nabút.
Kurus vallástoleranciájáról babiloni, zsidó szövegek tanúskodnak. Helyreállította a babiloni istenszobrokat, távol tartotta a katonákat a szentélyektől. A zsidókat is kiszabadította a babiloni fogságból. Erről a krónikák második könyve ír:

„Így szól Czírus persa király: Az Úr, a mennynek Istene e föld minden országait nékem adta, és Ő parancsolta meg nékem, hogy építsek néki házat Jeruzsálemben, mely Júdában van; valaki azért ti köztetek az ő népe közül való, legyen vele az Úr, az ő Istene, és menjen fel.”

– Krónikák 2. könyve 36:23

Kurust – politikájának eredményeként – a zsidók méltóságteljes és igazságos királyként tisztelték. A Tanakhban Isten által kinevezett vezetőnek ismerték el, pedig pogány volt (Ézsaiás 45:1-6). Ézsaiás 45:13: „Én támasztottam őt fel igazságban, és minden útait egyengetem, ő építi meg városomat, és foglyaimat elbocsátja, nem pénzért, sem ajándékért, szóla a seregek Ura!” Ez a szöveg azt sugallja, hogy nem Kurus mentesítette ellentételezés nélkül a zsidókat. Ézsaiás könyvéről azt feltételezik, hogy Kurus jogállamiságánál 120 évvel korábban keletkezett. Ezeket a részeket (40-55. rész) Deutero-Ézsaiásnak nevezik, amit a babiloni fogság vége felé (kb. i. e. 536) írt egy ismeretlen szerző.
Kurust a Tanakhban dicsérték, amiért felszabadította a rabszolgákat, támogatta a Második Templom felépítését. Még akkor sem kritizálták, miután Kuthitész meggyőzte a királyt, hogy a zsidók fel akarnak lázadni, ezért Kurus leállíttatta az építkezést. Csak i. e. 515-ben fejezték be a templomot, I. Dárajavaus perzsa király uralkodása idején. A Biblia szerint I. Artakhsaszjá perzsa király volt az, aki leállította a templom építését (Ezsdrás 4:7-24).
Dul-Karnájn (Dhul-Qarnayn) koráni alakot egyesek Kurussal azonosítják, bár ezt teljes bizonyossággal nem lehet megállapítani.
Kurus uralkodásának harmadik évében (i.e. 557/556) a fogságban lévő Dániel prófétának látomása volt a Kurus utáni történelmi jövőről, amit a Dániel könyve ír le.

### Politika és menedzsment

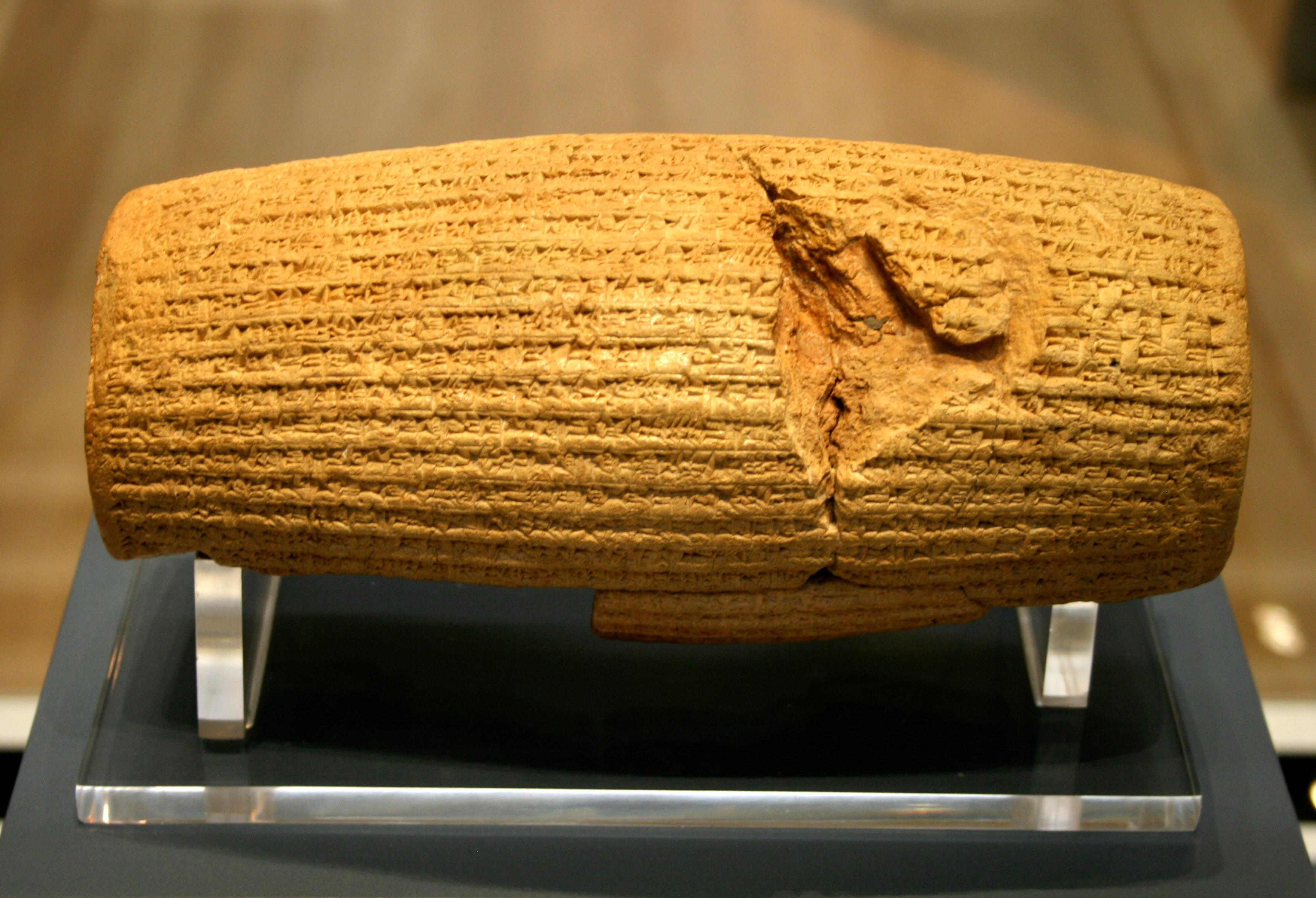
Ar első emberjogi chartának nevezett irat II. Kurus nevéhez fűződik

Kurus multikulturális birodalmat hozott létre, amelynek négy fővárosa volt: Paszargadai, Szúza, Ekbatana és Babilon. Bizonyos mértékű autonómiát adott a szatrapiáknak, ezek élén a satrapa állt, aki felügyelte a tartományt, és jelentett a királynak. Kurus nemcsak megtartotta a birodalmát, de bővítette is. A terjeszkedést utódai is folytatták. A birodalom a sorkatonaságon és a beszolgáltatásokon alapult. Kurus hódításaival új korszak kezdődött a birodalom életében, amely hatalmas szuperállammá vált. Több vallású, nyelvű, nemzetiségű birodalmat hozott létre, amelynek államrendszere évszázadokig fennmaradt.
Stratégiai szinten is újat alkotott. Létrehozta a tízezer katonából álló Halhatatlanok nevű elit katonai egységet. Olyan postai rendszer létrehozását rendelte el, amelyben postaállomások voltak.
Kurus ismert arról, hogy a meghódított népektől technológiát vett át, illetve vezetett be a birodalmában. Ennek nyomai például Paszargadaiban megtalálhatóak. Híres volt arról is, hogy szerette a kerteket, ezért hatalmas kertet alakított ki a fővárosban. A kertben sokféle növény és állat élt, a medencékben halak úsztak.

## Alakja a művészetben
Vallási körökben Kurusnak az Üdvösség tükrében (Speculum humanae salvationis) van kiemelkedő szerepe, mert végrehajtotta Isten akaratát, miszerint a zsidókra kimért büntetés lejárt. A zsidó felsővezetés, a kézműves réteg és leszármazottaik alázatosak lettek a fogságban, ami Istennek tetsző volt, ezért Kurus által megszabadította a fogságból a választott népet. Ezért több templomban és kolostorban is képeket, ólomüvegeket készítettek róla, mint például az Uelzen melletti ebstorfi kolostorban. Benjamin West 1773-as, Kurusról szóló londoni munkájának címe Cyrus Receiving the King of Armenia and Family Prisoners. Zeneművek is készültek a perzsa királyról, például Antonio Bertali Divertimento Il Ciro crescente című műve 1661-ből. Francesco Cavalli 1654-ben írta Il Ciro című operáját, Tomaso Albinoni Ciro című operája Pietro Pariati szövegére készült 1709-ben, vagy Antonio Lotti Ciro in Babilonia című operája 1716-ban született. Baldassare Galuppi Ciro Riconosciuto című műve Pietro Metastasio librettójára készült 1737-ben, de Niccolò Jommelli (1744) és Johann Adolph Hasse (1751) is írt hasonló címen operát. Gioachino Rossini 1812-ben komponálta Kurusról szóló operáját Ciro in Babilonia címmel, Francesco Aventi szövegére.

## Fordítás
- Ez a szócikk részben vagy egészben  a   Cyrus the Great című angol Wikipédia-szócikk ezen változatának fordításán alapul.  Az eredeti cikk szerkesztőit annak laptörténete sorolja fel. Ez a jelzés csupán a megfogalmazás eredetét és a szerzői jogokat jelzi, nem szolgál a cikkben szereplő információk forrásmegjelöléseként.
- Ez a szócikk részben vagy egészben  a   Kyros II. című német Wikipédia-szócikk ezen változatának fordításán alapul.  Az eredeti cikk szerkesztőit annak laptörténete sorolja fel. Ez a jelzés csupán a megfogalmazás eredetét és a szerzői jogokat jelzi, nem szolgál a cikkben szereplő információk forrásmegjelöléseként.

### Angol nyelven
- Historic Personalities – Cyrus the Great
- Cyropaedia of Xenophon
- PersianDNA Cyrus The Great – Persian Empire & The Greatest King of the History
- Pictures of Tomb of Cyrus the Great
- Seder Olam Rabbah, Part 2 – Solomon's Temple, and Zerrubabel
- Cyrus Cylinder Archiválva 2007. február 24-i dátummal a Wayback Machine-ben Full Babylonian text of the Cyrus Cylinder as it was known in 2001; translation; brief introduction
- Cylinder of Cyrus, Persian text منشور کوروش هخامنشی
- Iranicaonline.org - Cyrus the Great
- Cyrus the Great Archiválva 2012. június 19-i dátummal a Wayback Machine-ben

### Magyar nyelven
- A nagy király mamája (Nádasdy Ádám, MaNcs, 2000. szeptember 21.)
- Hérodotosz: Kürosz ; Xerxész